# Adrien Zeller
Pour les articles homonymes, voir Zeller.
Adrien Zeller, né le 2 avril 1940 à Saverne (Bas-Rhin) et mort le 22 août 2009 à Haguenau (Bas-Rhin), est un homme politique français.
Maire de Saverne et député à l'Assemblée nationale, il devient secrétaire d'État chargé de la Sécurité sociale dans le gouvernement Jacques Chirac II, en 1986. Président du conseil régional d'Alsace de 1996 à sa mort, il est le seul président de région de droite à être réélu aux élections régionales de 2004.
Se définissant comme un « démocrate-social », Adrien Zeller, d'abord membre du CDS et de l'UDF, avait adhéré à l'UMP en 2002.

## Jeunesse et carrière professionnelle
Adrien Zeller est issu d'une famille d'élus locaux de l'arrondissement de Saverne, au nord-ouest du Bas-Rhin. Son père, Henri Zeller (1905-1969), entrepreneur en maçonnerie, et son grand-père, André Zeller (1880-1951), furent tous deux maires de la commune rurale d'Otterswiller. Moins d'un mois après sa naissance, la débâcle fait entrer l'Alsace-Lorraine dans le Grand Reich, et la famille Zeller se réfugie à Châteauroux pendant la Seconde Guerre mondiale.
Licencié en sciences économiques puis titulaire d'un diplôme d'ingénieur agronome en 1962, il est ensuite diplômé du Centre international des hautes études agronomiques méditerranéennes en 1964 et du Collège d'Europe de Bruges en 1966. En pleine période de mise en place de la Politique agricole commune, il devient administrateur principal auprès de la Commission européenne à Bruxelles, de 1967 à 1973. Après son entrée en politique, en 1973, et jusqu'en 1988, il reste consultant pour les problèmes d'intégration économique internationale auprès de l'ONU.

## Carrière politique

### 1973 - 1998: député du Bas-Rhin
Il commence sa carrière politique en 1973, lorsqu'il se présente aux élections législatives dans la 7e circonscription du Bas-Rhin, avec le soutien du sénateur Louis Jung. Face au député gaulliste (UDR) sortant, Alfred Westphal, également conseiller général de Drulingen, Adrien Zeller est élu pour la première fois, à l'âge de 32 ans.
Membre du groupe des Réformateurs démocrates sociaux durant la Ve législature (1973-1978), il siège ensuite parmi les non-inscrits. En 1982, après son adhésion au Centre des démocrates sociaux, il intègre le groupe UDF.
À l'Assemblée nationale, il se fait remarquer notamment pour avoir déposé, en 1985, une proposition de loi visant à instaurer un « revenu minimum d'existence » tenant compte des charges familiales et de logement, et pouvant s'appliquer à plus de 200 000 personnes.
Constamment réélu, il n'abandonne son mandat de député que pour entrer au gouvernement, en tant que secrétaire d'État chargé de la Sécurité sociale. À la suite de sa réélection à la tête du conseil régional d'Alsace, en avril 1998, il démissionne pour se consacrer pleinement à sa région.

### 1977 - 2001: maire de Saverne
Élu maire de Saverne (Bas-Rhin) en 1977, il est continuellement réélu jusqu'aux élections municipales de 2001, où il ne brigue pas un nouveau mandat.
Inspiré par une obligation d'assistance aux indigents issue du droit local, il fait expérimenter dans sa ville son « revenu minimum d'existence ». Dans le domaine du développement urbain, il est à l'origine, en 1995, du projet de la ZAC Fontaine Saubach, lancé seulement dix ans plus tard.

### 1986 - 1988: secrétaire d'État
Adrien Zeller est nommé, le 20 mars 1986, secrétaire d'État chargé de la Sécurité sociale au sein du gouvernement Jacques Chirac II.
À ce poste, il lance un plan contre la pauvreté, dans lequel il fait adopter une allocation versée pour six mois aux personnes sans ressources, en échange d'un travail d'intérêt local à mi-temps. Durant ces deux années de présence au gouvernement, il fait débloquer des fonds d'aide au relogement, et tente d'instaurer à toute la France son « revenu minimum d'existence », qu'il avait expérimenté avec succès à Saverne. Mais le Premier ministre de l'époque et son ministre de tutelle, Philippe Séguin, ne lui laissent « pas assez de latitude » pour le mettre en place.
En 1988, après la victoire de la gauche aux élections législatives, le gouvernement Michel Rocard s'en inspire pour créer le revenu minimum d'insertion (RMI).

### 1989 - 1992: député européen
L'année suivante, en 1989, Adrien Zeller figure en troisième position sur la liste dissidente conduite par Simone Veil, « Le Centre pour l'Europe », face à la liste d'union UDF-RPR, emmenée par Valéry Giscard d'Estaing.
Élu député européen le 15 juin 1989, il siège au sein du groupe PPE. Adrien Zeller démissionne de son mandat européen après sa réélection au conseil régional d'Alsace, en 1992.

### 1996 - 2009: président du conseil régional d'Alsace
Lors des élections régionales de 1992, il présente sa propre liste, marquant ainsi son opposition au président du conseil régional UDF sortant, Marcel Rudloff. À la mort de ce dernier, le 23 mars 1996, Adrien Zeller assure l'intérim jusqu'à l'élection d'un nouveau président, prévue le 10 avril 1996. Candidat avec l'appui des Verts auxquels il a concédé l'abandon de la ligne du TGV Est, il est élu à la tête du conseil régional d'Alsace face au RPR Hubert Haenel.
Fervent partisan de la décentralisation, il soutient le projet de réforme dans ce domaine de Jean-Pierre Raffarin. En tant que président de région, il est à l'origine de la création à Illkirch-Graffenstaden du pôle de compétitivité à vocation mondiale Alsace-Biovalley, spécialisé dans la recherche des technologies médicales, de l'agence de prospective et de gestion de l'action économique à l'international de la région, Alsace international et de l'Agence régionale de l'innovation Alsace. Membre du  conseil d'administration de Réseau ferré de France, il est un acteur important, après s'y être opposé, du développement de la LGV Est européenne, inaugurée en 2007.
Aisément réélu en 1998, il est le seul président de droite à être réélu président de région à la suite du renouvellement de 2004. Fervent adversaire du Front national, il s'est dit prêt à une « coalition anti-FN ».
Européen convaincu, il n'a de cesse d'œuvrer en faveur d'une étroite collaboration entre sa région et l'Union européenne : il est notamment parvenu à obtenir du gouvernement la gestion directe par l'Alsace de la plupart des fonds structurels européens, en 2002-2003. Avec François Loos, il contribué au lancement et financé durant trois ans un nouveau think tank européen à Strasbourg, le Forum Carolus, dont la création et la direction a été confiée à Henri de Grossouvre.
Adrien Zeller est victime d'un infarctus le 14 juillet 2009, après une réunion franco-allemande en Forêt-Noire. Plongé dans un coma artificiel, il décède à l'hôpital de Haguenau le 22 août 2009, à la suite d'un nouvel accident cardiaque. Tandis que le président Nicolas Sarkozy estime que « les Alsaciens perdent un grand élu qui a consacré toute sa vie au développement d'une région […], un homme de conviction qui s'est engagé très tôt et sans relâche en faveur de la décentralisation régionale », toute la classe politique rend un hommage unanime à l'action d'Adrien Zeller,. Inhumé le 26 août 2009 à Saverne, ses obsèques ont réuni plus de 1 500 personnes.

### Détail des mandats et fonctions
Fonctions ministérielles
- 20 mars 1986 - 10 mai 1988 : secrétaire d'État chargé de la Sécurité sociale auprès du ministre des Affaires sociales et de l'Emploi, dans le gouvernement Jacques Chirac II

Fonctions parlementaires
- 2 avril 1973 - 1er avril 1986 : député de la sixième circonscription du Bas-Rhin (RDS, non-inscrit, puis UDF)
- 23 juin 1988 - 18 avril 1998 : député de la septième circonscription du Bas-Rhin (démission pour se consacrer à sa fonction de président de région)
- député européen :
  - 4 juillet 1974 - 21 mai 1976
  - 25 juillet 1989 - 5 avril 1992

Mandats locaux
- 1973 - 1988 : conseiller général du Bas-Rhin (démission)
- 1974 - 2009 : conseiller régional d'Alsace
- 1977 - 2001 : maire de Saverne
- 1996 - 2009 : président du conseil régional d'Alsace
- 2001 - 2008 : conseiller municipal de Saverne
- 2002 - 2004 : 1er vice-président de l'Association des régions de France

## Distinctions
- Chevalier de la Légion d'honneur (1998)[12]
- Médaille du Mérite du Baden-Wurttemberg (2001)
- Verdienstkreuz 1. Klasse des Verdienstordens der Bundesrepublik Deutschland (2003)
- Officier de l'ordre national du Mérite (2004)[13]
- Officier de l'ordre du Mérite (Pologne, 2009)[14]

## Hommages etodonymes
Le lycée de Bouxwiller (Bas-Rhin) porte le nom de lycée Adrien-Zeller depuis le 8 octobre 2010. À Strasbourg, son nom est donné à la place située devant la Maison de la Région, dans le quartier du Wacken et au CEFPPA d'Illkirch.
La promotion 2011 de l'INSA de Strasbourg porte son nom.

## Publications et documentation
- L'imbroglio agricole du Marché commun, Calmann-Lévy, 1970
- Avec Alphonse Muller, La politique autrement : essai politique, Culture alsacienne, 1978
- Pour ma région : libre propos, 1998
- Avec Pierre Stussi, La France enfin forte de ses régions : glossaire engagé de la décentralisation, Gualino, 2002

La documentation d'Adrien Zeller est conservée aux archives départementales du Bas-Rhin à Strasbourg, répartie dans les fonds 95 J et 2298 W.